# NGC 1426
NGC 1426 ist eine Elliptische Galaxie vom Hubble-Typ E4 im Sternbild Eridanus am Südsternhimmel. Sie ist schätzungsweise 60 Millionen Lichtjahre von der Milchstraße entfernt und hat einen Durchmesser von etwa 30.000 Lichtjahren. NGC 1426 ist Mitglied des Eridanus-Galaxienhaufens.

Im selben Himmelsareal befinden sich u. a. die Galaxien NGC 1414, NGC 1415, NGC 1422, NGC 1439.
Das Objekt wurde am 9. Dezember 1784 vom deutsch-britischen Astronomen Wilhelm Herschel  entdeckt.